# 上都賀郡

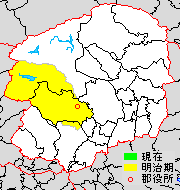
栃木県上都賀郡の範囲

上都賀郡（かみつがぐん）は、栃木県にあった郡。

## 郡域
1878年（明治11年）に行政区画として発足した当時の郡域は、現在の行政区画では概ね以下の区域に相当する。
- 栃木市（金崎、金井、本城、元、本郷、真名子）
- 鹿沼市（古賀志町、高谷を除く）
- 日光市（足尾町各町を除く、手岡、板橋、土沢、吉沢、今市、豊田、瀬尾以西かつ瀬尾、日光、中宮祠、湯元以南）

のちに鹿沼市古賀志町は河内郡から、日光市足尾町は安蘇郡から、それぞれ当郡に編入されている。

## 歴史

### 郡発足までの沿革
- 「旧高旧領取調帳」に記載されている、明治初年時点での、都賀郡のうち後の当郡域の支配は以下の通り。幕府領は真岡代官所が管轄。●は村内に寺社領が存在。（2町103村）

| 知行         | 知行                               | 村数     | 村名 |
| ------------ | ---------------------------------- | -------- | --- |
| 幕府領       | 幕府領                             | 5村      | 菅原新田、酒谷村（酒野谷村のうち）、板荷村、下府所村、楡木村、奈佐原村 |
| 幕府領       | 旗本領                             | 30村     | 柴村、金井村、新宿村、大沢田村、中宿村、古宿村、峯村、深見内村、田谷村、下宿村、真名子村、上酒野谷村（酒野谷村のうち）、●上南摩村、西沢村、●深岩村、柏木村、口粟野村、●中粟野村、入粟野村、●玉田村、武子村、村井村、西鹿沼村、日光奈良部村、上殿村、●樅山村、上奈良部村、下奈良部村、下石川村、池ノ森村                                                |
| 幕府領       | 幕府領・旗本領                     | 3村      | 深程村、油田村、久野村 |
| 藩領         | 下野喜連川藩                       | 6村      | 佐目村、●下南摩村、花岡村、野沢村、塩山村、大和田村 |
| 藩領         | 下野宇都宮藩                       | 1町 3村  | 金崎村、下遠部村、●鹿沼町、●藤江村 |
| 藩領         | 下野壬生藩                         | 3村      | ●磯村、亀和田村、赤塚村 |
| 藩領         | 下総佐倉藩                         | 3村      | ●半田村、上茂呂村、下茂呂村 |
| 藩領         | 下総多古藩                         | 3村      | 下日向村、上日向村、栃窪村 |
| 藩領         | 下野足利藩                         | 2村      | 深津村、白桑田村 |
| 藩領         | 下野吹上藩                         | 2村      | 野尻村、●下加薗村 |
| 藩領         | 足利藩・多古藩                     | 1村      | 千渡村 |
| 幕府領・藩領 | 幕府領・吹上藩                     | 1村      | 上加薗村 |
| 幕府領・藩領 | 幕府領・佐倉藩                     | 1村      | 笹原田村 |
| 幕府領・藩領 | 旗本領・喜連川藩                   | 1村      | 上石川村 |
| 幕府領・藩領 | 旗本領・佐倉藩                     | 1村      | ●下沢村 |
| 幕府領・藩領 | 旗本領・多古藩                     | 1村      | 富岡村 |
| 幕府領・藩領 | 幕府領・旗本領・多古藩・常陸下妻藩 | 1村      | 見野村 |
| その他       | 日光領                             | 1町 35村 | 日光、上大久保村、下大久保村、上草久村、下草久村、●引田村、上久我村、●下久我村、小来川村、鉢石宿（日光町のうち）、久次良村、蓮花石村、七里村、所野村、清滝村、細尾村、今市村、瀬尾村、野口村、平ヶ崎村、和泉村、山窪村、下之内村、千本木村、吉沢村、室瀬村、土沢村、瀬川村、板橋村、長畑村、明神村、小代村、北小倉村、南小倉村、岩崎村、手岡村、文挟村 |
| その他       | 幕府領・旗本領・日光領             | 1村      | 上野村 |

- 慶応4年
  - 6月4日（1868年7月23日） - 佐賀藩士の鍋島道太郎が真岡知県事に就任。幕府領・旗本領を管轄。
  - 8月 - 日光奉行が管轄する日光領を収公。
- 明治2年2月15日（1869年3月27日） 真岡知県事が日光県に改称。
- 明治初年 - 領地替えにより、千渡村のうち足利藩領が真岡知県事の管轄となる。
- 明治3年7月17日（1870年8月13日） - 喜連川藩が廃藩となり、領地を日光県に編入。
- 明治4年
  - 7月14日（1871年8月29日） - 廃藩置県により藩領が宇都宮県、壬生県、佐倉県、多古県、足利県、吹上県、下妻県の管轄となる。
  - 11月14日（1871年12月25日） - 第1次府県統合により全域が栃木県の管轄となる。
- 1874年（明治7年） - 日光山内・日光東町・日光西町・鉢石宿・蓮花石村が合併して日光町となる。（2町102村）
- 1876年（明治9年）（2町97村）
  - 安蘇郡下永野村、上永野村、上粕尾村、中粕尾村、下粕尾村が当郡に移管。
  - 柴村・古宿村・峯村が合併して元村となる。
  - 新宿村・大沢田村・中宿村が合併して本城村となる。
  - 深見内村・田谷村・下宿村が合併して本郷村となる。
  - 上茂呂村・下茂呂村が合併して茂呂村となる。
  - 上草久村・下草久村が合併して草久村となる。
  - 北小倉村・南小倉村が合併して小倉村となる。
  - 菅原新田が金井村、本城村、本郷村および富張村（後の下都賀郡域）に編入。

### 郡発足後の沿革
- 1878年（明治11年）11月8日 - 郡区町村編制法の栃木県での施行により、都賀郡のうち2町97村の区域に行政区画としての上都賀郡が発足。鹿沼町に郡役所を設置。
- 1879年（明治12年） - 半田村、赤塚村、和泉村が、下都賀郡に同名の村があることから北半田村、北赤塚村、北和泉村に改称。

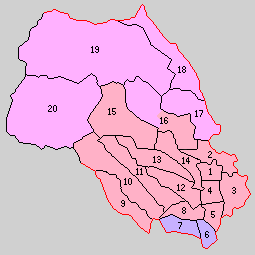
1.鹿沼町 2.菊沢村 3.北犬飼村 4.北押原村 5.南押原村 6.西方村 7.真名子村 8.清洲村 9.永野村 10.賀蘇尾村 11.粟野村 12.南摩村 13.加蘇村 14.東大芦村 15.西大芦村 16.板来村 17.落合村 18.今市町 19.日光町 20.足尾町 （紫：栃木市 赤：鹿沼市 桃：日光市）

- 1889年（明治22年）4月1日 - 町村制の施行により、以下の町村が発足。（4町16村）
  - 鹿沼町 ← 鹿沼町、西鹿沼村、下府所村、花岡村（現鹿沼市）
  - 菊沢村 ← 玉田村、武子村、千渡村、栃窪村、富岡村、見野村、下遠部村（現鹿沼市）
  - 北犬飼村 ← 上石川村、下石川村、茂呂村、白桑田村、深津村、池ノ森村（現鹿沼市）
  - 北押原村 ← 上殿村、村井村、樅山村、塩山村、日光奈良部村、上奈良部村、下奈良部村、奈佐原村（現鹿沼市）
  - 南押原村 ← 楡木村、大和田村、上野村、藤江村、北赤塚村、亀和田村、磯村、野沢村（現鹿沼市）
  - 西方村 ← 金崎村、金井村、本城村、元村、本郷村（現栃木市）
  - 真名子村 ← 真名子村（現栃木市）
  - 清洲村 ← 深程村、久野村、北半田村（現鹿沼市）
  - 永野村 ← 下永野村、上永野村（現鹿沼市）
  - 賀蘇尾村 ← 中粕尾村、上粕尾村、下粕尾村（現鹿沼市）
  - 粟野村 ← 口粟野村、中粟野村、入粟野村、柏木村（現鹿沼市）
  - 南摩村 ← 油田村、上南摩村、下南摩村、西沢村、佐目村（現鹿沼市）
  - 加蘇村 ← 上加薗村、下加薗村、上久我村、下久我村、野尻村（現鹿沼市）
  - 東大芦村 ← 上日向村、下日向村、酒野谷村、深岩村、笹原田村、下沢村、引田村（現鹿沼市）
  - 西大芦村 ← 下大久保村、上大久保村、草久村（現鹿沼市）
  - 板来村 ← 板荷村、小来川村（現鹿沼市・日光市）
  - 落合村 ← 文挟村、板橋村、小代村、長畑村、明神村、手岡村、岩崎村、小倉村（現日光市）
  - 今市町 ← 今市村、室瀬村、吉沢村、土沢村、下之内村、千本木村、平ヶ崎村、瀬尾村、瀬川村（現日光市）
  - 日光町 ← 日光町、野口村、北和泉村、山窪村、七里村、所野村、久次良村、清滝村、細尾村（現日光市）
  - 足尾町 ← 安蘇郡足尾村（現日光市）[1]。
- 1893年（明治26年）3月18日 - 板来村が廃止され、一部（大字板荷）に板荷村、残部（大字小来川村）に小来川村が発足。（4町17村）
- 1894年（明治28年）8月1日 - 加蘇尾村が粕尾村に改称。
- 1897年（明治30年）7月1日 - 郡制を施行。
- 1906年（明治39年）11月1日 - 粟野村が町制施行して粟野町となる。（5町16村）
- 1923年（大正12年）4月1日 - 郡会が廃止。郡役所は存続。
- 1926年（大正15年）7月1日 - 郡役所が廃止。以降は地域区分名称となる。
- 1948年（昭和23年）10月10日 - 鹿沼町が市制施行して鹿沼市となり、郡より離脱。（4町16村）
- 1949年（昭和24年）4月1日 - 菊沢村が河内郡城山村の一部（大字古賀志の一部）を編入。
- 1954年（昭和29年）
  - 2月11日 - 日光町が小来川村を編入・市制施行して日光市となり、郡より離脱。（3町15村）
  - 3月31日 - 今市町が落合村、河内郡豊岡村を編入・市制施行して今市市（現日光市）となり、郡より離脱。（2町14村）
  - 10月1日 - 菊沢村・北犬飼村・北押原村・南押原村・加蘇村・東大芦村・西大芦村・板荷村が鹿沼市と合併し、改めて鹿沼市が発足、郡より離脱。（2町6村）
- 1955年（昭和30年）
  - 1月8日 - 粟野町・清洲村・永野村・粕尾村が合併し、改めて粟野町が発足。（2町3村）
  - 4月27日 - 西方村・真名子村が合併し、改めて西方村が発足。（2町2村）
  - 7月28日 - 南摩村が鹿沼市に編入。（2町1村）
- 1994年（平成6年）10月1日 - 西方村が町制施行して西方町となる。（3町）
- 2006年（平成18年）
  - 1月1日 - 粟野町が鹿沼市に編入。（2町）
  - 3月20日 - 足尾町が今市市・日光市および塩谷郡藤原町・栗山村と合併し、改めて日光市が発足、郡より離脱。（1町）
- 2011年（平成23年）10月1日 - 西方町が栃木市に編入。同日上都賀郡消滅。

### 変遷表
| 明治22年4月1日 | 明治22年 - 昭和19年     | 昭和20年 - 昭和29年             | 昭和20年 - 昭和29年            | 昭和30年 - 昭和64年          | 昭和30年 - 昭和64年          | 平成1年 - 現在              | 平成1年 - 現在               | 現在     |
| -------------- | ----------------------- | ------------------------------- | ------------------------------ | ---------------------------- | ---------------------------- | --------------------------- | ---------------------------- | -------- |
| 河内郡 城山村  | 河内郡 城山村           | 河内郡 城山村                   | 昭和29年11月1日 宇都宮市に編入 | 宇都宮市                     | 宇都宮市                     | 宇都宮市                    | 宇都宮市                     | 宇都宮市 |
| 河内郡 城山村  | 河内郡 城山村           | 昭和24年4月1日 菊沢村に一部編入 | 昭和29年10月1日 鹿沼市         | 鹿沼市                       | 鹿沼市                       | 鹿沼市                      | 鹿沼市                       | 鹿沼市   |
| 菊沢村         | 菊沢村                  | 菊沢村                          | 昭和29年10月1日 鹿沼市         | 鹿沼市                       | 鹿沼市                       | 鹿沼市                      | 鹿沼市                       | 鹿沼市   |
| 南摩村         | 南摩村                  | 南摩村                          | 南摩村                         | 昭和31年7月28日 鹿沼市に編入 | 昭和31年7月28日 鹿沼市に編入 | 鹿沼市                      | 鹿沼市                       | 鹿沼市   |
| 粟野村         | 町制                    | 粟野町                          | 粟野町                         | 昭和30年1月8日 粟野町        | 昭和30年1月8日 粟野町        | 平成18年1月1日 鹿沼市に編入 | 平成18年1月1日 鹿沼市に編入  | 鹿沼市   |
| 加蘇尾村       | 粕尾村に改称            | 粕尾村                          | 粕尾村                         | 昭和30年1月8日 粟野町        | 昭和30年1月8日 粟野町        | 平成18年1月1日 鹿沼市に編入 | 平成18年1月1日 鹿沼市に編入  | 鹿沼市   |
| 清洲村         | 清洲村                  | 清洲村                          | 清洲村                         | 昭和30年1月8日 粟野町        | 昭和30年1月8日 粟野町        | 平成18年1月1日 鹿沼市に編入 | 平成18年1月1日 鹿沼市に編入  | 鹿沼市   |
| 永野村         | 永野村                  | 永野村                          | 永野村                         | 昭和30年1月8日 粟野町        | 昭和30年1月8日 粟野町        | 平成18年1月1日 鹿沼市に編入 | 平成18年1月1日 鹿沼市に編入  | 鹿沼市   |
| 鹿沼町         | 鹿沼町                  | 昭和23年10月10日 市制           | 昭和29年10月1日 鹿沼市         | 鹿沼市                       | 鹿沼市                       | 鹿沼市                      | 鹿沼市                       | 鹿沼市   |
| 北犬飼村       | 北犬飼村                | 北犬飼村                        | 昭和29年10月1日 鹿沼市         | 鹿沼市                       | 鹿沼市                       | 鹿沼市                      | 鹿沼市                       | 鹿沼市   |
| 北押原村       | 北押原村                | 北押原村                        | 昭和29年10月1日 鹿沼市         | 鹿沼市                       | 鹿沼市                       | 鹿沼市                      | 鹿沼市                       | 鹿沼市   |
| 南押原村       | 南押原村                | 南押原村                        | 昭和29年10月1日 鹿沼市         | 鹿沼市                       | 鹿沼市                       | 鹿沼市                      | 鹿沼市                       | 鹿沼市   |
| 加蘇村         | 加蘇村                  | 加蘇村                          | 昭和29年10月1日 鹿沼市         | 鹿沼市                       | 鹿沼市                       | 鹿沼市                      | 鹿沼市                       | 鹿沼市   |
| 東大芦村       | 東大芦村                | 東大芦村                        | 昭和29年10月1日 鹿沼市         | 鹿沼市                       | 鹿沼市                       | 鹿沼市                      | 鹿沼市                       | 鹿沼市   |
| 西大芦村       | 西大芦村                | 西大芦村                        | 昭和29年10月1日 鹿沼市         | 鹿沼市                       | 鹿沼市                       | 鹿沼市                      | 鹿沼市                       | 鹿沼市   |
| 板来村         | 明治26年5月1日 板荷村   | 板荷村                          | 昭和29年10月1日 鹿沼市         | 鹿沼市                       | 鹿沼市                       | 鹿沼市                      | 鹿沼市                       | 鹿沼市   |
| 板来村         | 明治26年5月1日 小来川村 | 小来川村                        | 昭和29年2月11日 日光市に編入   | 日光市                       | 日光市                       | 平成18年3月20日 日光市      | 平成18年3月20日 日光市       | 日光市   |
| 日光町         | 日光町                  | 日光町                          | 昭和29年2月11日 市制           | 日光市                       | 日光市                       | 平成18年3月20日 日光市      | 平成18年3月20日 日光市       | 日光市   |
| 足尾町         | 足尾町                  | 足尾町                          | 足尾町                         | 足尾町                       | 足尾町                       | 平成18年3月20日 日光市      | 平成18年3月20日 日光市       | 日光市   |
| 今市町         | 今市町                  | 昭和29年3月31日 市制            | 昭和29年3月31日 市制           | 今市市                       | 今市市                       | 平成18年3月20日 日光市      | 平成18年3月20日 日光市       | 日光市   |
| 落合村         | 落合村                  | 昭和29年3月31日 今市市に編入    | 昭和29年3月31日 今市市に編入   | 今市市                       | 今市市                       | 平成18年3月20日 日光市      | 平成18年3月20日 日光市       | 日光市   |
| 西方村         | 西方村                  | 西方村                          | 西方村                         | 昭和30年4月27日 西方村       | 昭和30年4月27日 西方村       | 平成6年10月1日 町制         | 平成23年10月1日 栃木市に編入 | 栃木市   |
| 真名子村       | 真名子村                | 真名子村                        | 真名子村                       | 昭和30年4月27日 西方村       | 昭和30年4月27日 西方村       | 平成6年10月1日 町制         | 平成23年10月1日 栃木市に編入 | 栃木市   |

## 行政
歴代郡長
| 代 | 氏名 | 就任年月日                | 退任年月日                | 備考                   |
| -- | ---- | ------------------------- | ------------------------- | ---------------------- |
| 1  |      | 明治11年（1878年）11月8日 |                           |                        |
|    |      |                           | 大正15年（1926年）6月30日 | 郡役所廃止により、廃官 |